# Бегущая могила
«Бегущая могила» (англ. The Running Grave) — седьмой роман Джоан Роулинг в серии книг о частном детективе Корморане Страйке, которые выходят под псевдонимом Роберт Гэлбрейт. В Великобритании книга вышла 26 сентября 2023 года.

## Сюжет
Главные герои романа, частный детектив Корморан Страйк и Робин Эллакотт, пытаются спасти молодого человека по имени Уилл, который попал в сети опасного культа. Робин внедряется в секту, но её миссия оказывается намного опаснее, чем она думала.

## Публикация и восприятие
«Бегущая могила» увидела свет 26 сентября 2023 года — спустя ровно 10 лет после публикации первой книги о Корморане Страйке, «Зов кукушки».